# Contraparte
Uma contraparte (às vezes contrapartida) é uma entidade legal, entidade não incorporada ou conjunto de entidades às quais possa existir uma exposição ao risco financeiro. A palavra tornou-se amplamente usada na década de 1980, particularmente na época da Basileia I, em 1988.
Contratos bem elaborados geralmente tentam explicar com detalhes explícitos quais são os direitos e obrigações de cada contraparte em todas as circunstâncias possíveis, embora existam limites. Existem disposições gerais sobre como as contrapartes são tratadas nos termos da lei e (pelo menos nos sistemas jurídicos de direito comum) existem muitos precedentes legais que moldam o direito comum.

## Setor de serviços financeiros
Na área de serviços financeiros, o termo contraparte de mercado é usado para se referir a governos, bancos nacionais, autoridades monetárias nacionais e organizações monetárias internacionais, como o Grupo do Banco Mundial, que atuam como garantidor final de empréstimos e indenizações. O termo também pode ser aplicado, em um sentido mais geral, às empresas que atuam nessa função.
Também nos serviços financeiros, a contraparte pode se referir a corretores, bancos de investimento e outros negociantes de valores mobiliários que atuam como parte contratante ao concluir transações de valores mobiliários "de balcão". O termo é geralmente usado neste contexto em relação ao "risco de contraparte", que é o risco de perda monetária à qual uma empresa pode estar exposta se a contraparte de uma negociação de valores mobiliários de balcão encontrar dificuldade em cumprir suas obrigações sob os termos da transação.

## Setor de seguros
Na área de seguros, esse termo é estendido para incluir empresas que oferecem ou exigem retrocessão de alto nível de risco de seguro para companhias de seguros, em uma função semelhante à oferecida pelos governos. Com o tempo, esse termo tornou-se mais geralmente aplicado a empresas que oferecem ou exigem retrocessão e outras formas de resseguro.